# Christinafloden
Christinafloden (engelska: Christina River) (Det ursprungliga svenska namnet var Christinekilen.) är en  biflod till Delawarefloden, uppskattningsvis 56 kilometer lång, i norra Delaware i USA, som också delvis flyter genom sydöstra Pennsylvania och nordöstra Maryland. Inte långt från mynningen finns Wilmington, Delaware, som har en hamn för sjöfarten på Delawarefloden, Wilmingtons hamn, som invigdes 1923.

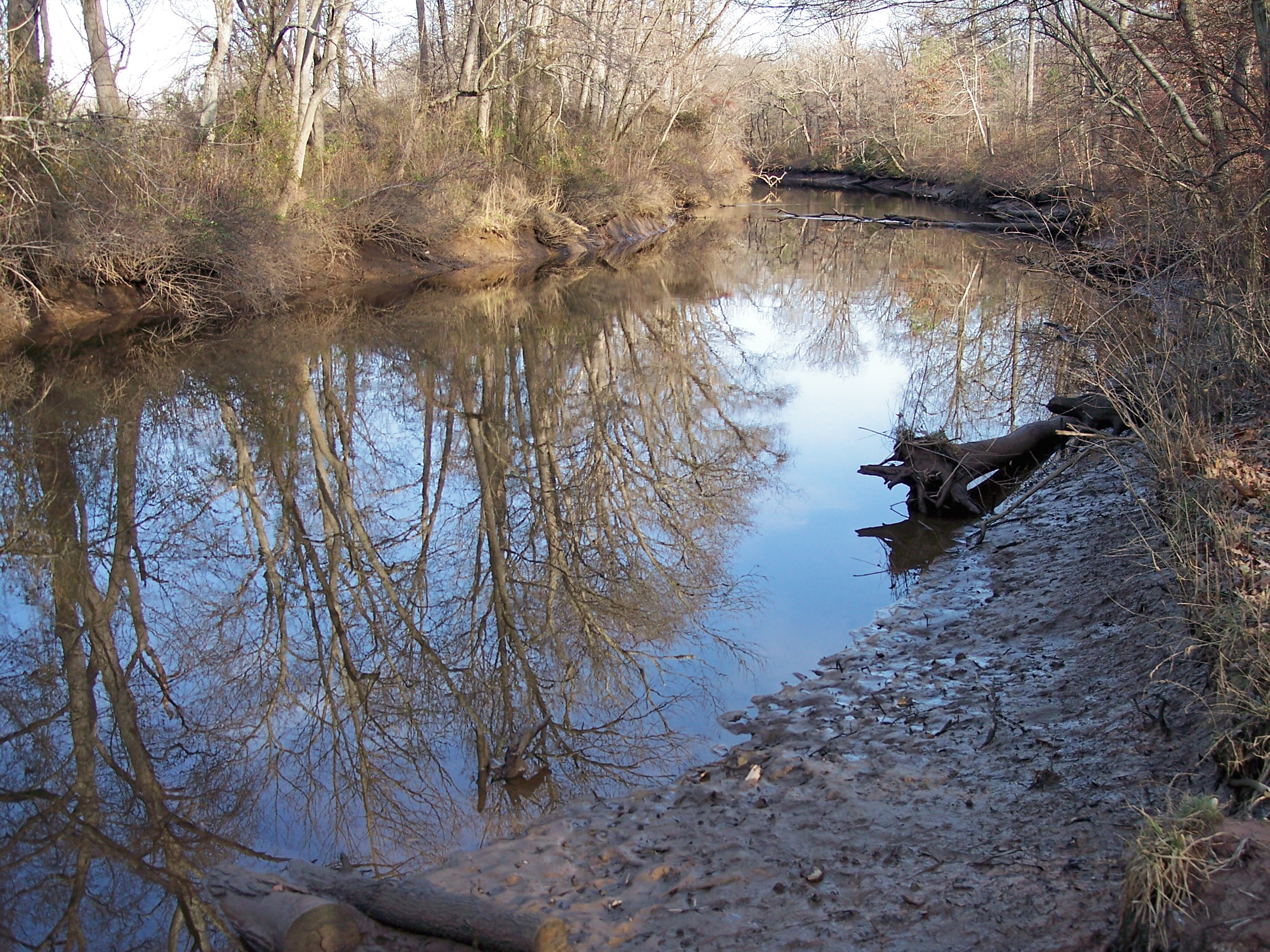
Christinaflodens övre delar 2006, inte långt från samhället Christiana

Floden namngavs efter drottning Kristina av Sverige. Fort Christina, den första permanenta europeiska bosättningen i Delaware, byggdes av svenskarna 1638 som en del av Nya Sverige. Fortet intogs 1655 av nederländarna, och slutligen 1664 av engelsmännen.

### Fotnoter
1. ↑  Thomas Campanius Holm, Kort beskrifning om provincien Nya Swerige, Stockholm 1702, s. 81.
2. ↑  ”Port of Wilmington website”. 2006. Arkiverad från originalet den 17 februari 2007. https://web.archive.org/web/20070217220154/http://www.portofwilmingtonde.com/mainframesets/Main_OurPort.htm. Läst 18 februari 2007.
3. ↑  The Historical Society of Delaware. ”Early Settlement”. Arkiverad från originalet den 2 mars 2007. https://web.archive.org/web/20070302182647/http://www.hsd.org/DHE/DHE_when_settlement.htm. Läst 18 februari 2007.